# Nemosoma caucasicum
Nemosoma caucasicum is een keversoort uit de familie schorsknaagkevers (Trogossitidae). De wetenschappelijke naam van de soort werd in 1832 gepubliceerd door Édouard Ménétries.